# Gustaf Söderlund (läkare)

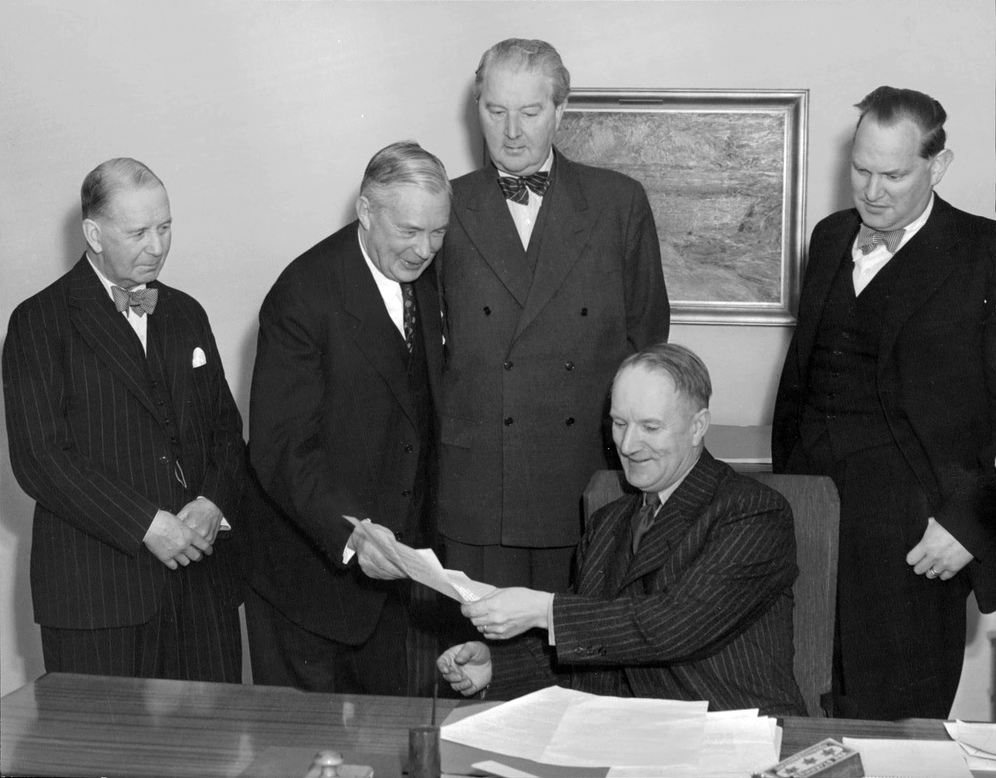
Gustaf Söderlund (längst till vänster) och tre andra läkare uppvaktar inrikesminister Gunnar Hedlund.

Nils Gustaf Söderlund, född 3 september 1884 i Erska församling, Älvsborgs län, död 9 april 1967 i Oscars församling, Stockholm, var en svensk läkare. 
Söderlund blev medicine licentiat 1912, var underläkare vid Akademiska sjukhusets kirurgiska klinik 1913, 1915 och 1916 och föreståndare för röntgenavdelningen 1911 och 1914. Han blev medicine doktor 1914, docent i kirurgi vid Uppsala universitet 1915, var andre läkare vid Sahlgrenska sjukhuset i Göteborg 1917–1921, underläkare vid Maria sjukhus i Stockholm 1922–1924, biträdande överkirurg vid Maria sjukhus 1924, praktiserande läkare, docent vid Karolinska institutet 1922 och professor i kirurgi där 1928–1950.
Söderlund var ledamot av Medicinalstyrelsens vetenskapliga råd 1929–1953 och ledamot i styrelsen för Sophiahemmet. Han författade ett 80-tal arbeten mest inom spottkörtlarnas, bukorganens och urinapparatens kirurgi.
Söderlund fick tre barn tillsammans med sin hustru Alfhild Osterman, John Söderlund, distriktsläkare, Sigrid Söderlund, barnkirurg och en av de första kvinnliga docenterna i Sverige i en kirurgisk specialitet och sedermera klinikchef för barnkirurgiska kliniken vid S:t Görans Barnkliniker, samt poeten Anne-Marie Söderlund. Gustaf Söderlund var morfar till Claude Marcus.
Makarna Söderlund är begravda på Båstads nya begravningsplats.